# コロアの製糖工場跡
コロアの製糖工場跡はハワイで最初に商業的に成功したサトウキビ農園の一部であり、ラッド社により1835年にカウアイ島のコロアに設立された。この工場はハワイ最大の産業となる製糖業の始まりであった。建物は1962年12月29日にアメリカ合衆国国定歴史建造物に指定された。現在も工場跡地に残る石造りの煙突と基礎は、1840年に建設されたものである。

## 歴史
サトウキビは小規模個人農場の形態で古代のハワイ人により興隆していたが、これはハワイにおける最初の大規模商業生産であった。ヒロ布教団のジョゼフ・グッドリッチとコナ布教団のサミュエル・ラグルスは、学生に仕事を与えるのと同様に布教を支援するために農業を用いることで試みていた。グッドリッチ師を得る試みが失敗に終わると、技術や農業で訓練を受けたことがないのにフーパーは管理者として農場に異動した。
農園はここで全般的な土壌の肥沃さや良港への近さ、加工用に滝が使用できるマウリリが池近くの土地の故に設立された。この最初の賃貸借契約は、簡単には獲得できず、宣教師との関係が獲得に向けて大いに役立った。予め糖蜜がラム酒に蒸留されることになり、保守的な宣教師は、絶えず戦っていた。ラッド社の創立者は、ウィリアム・ラッド（1807年–1863年）、ピーター・A・ブリンスメード（1804年–1859年）、ウィリアム・ノーシー・フーパ―（1809年–1878年）であった。ハワイ人は土地の賃貸借契約に抵抗し、初めは農園経営者に食糧の販売を禁止した。二つの集団が結局時間の経過とともに複雑な騒乱に発展する不安定な協調関係を構築した。
980エーカー (400 ha)がカメハメハ3世から賃貸借され、12エーカー (4.9 ha)だけが1835年9月に入植された。マウリリが池からの水力による小規模な製粉所が少量の糖蜜を1836年に製造した。木製の水車は、急速に摩耗し、その為に増加する生産の為に鉄製に置き換えられた。1837年までに製粉所は4,000ポンド (1,800 kg)を超える砂糖と700米ガロン (2,600 l)の糖蜜を生産した。煙突と基礎が依然見られる次の製粉所は、ワイホホヌ川に1839年から1841年にかけて建造された。建築費用は1万6000アメリカ合衆国ドルに近かった。

## 労使紛争
サトウキビ農園の経営者は現地の労働者管理に手を焼き「労働力として全く価値のない者」と示唆するほど、いら立ちを募らせた。ハワイ人は習俗に固執し「雇い主に忠実に仕える義務を負う身であると理解するには少なくとも数世紀を待たねばなるまい」と記している。この人物はさらに白人労働者なら10人でハワイ人400人分の働きがあるとまで主張するに至る。
農園所有者は労働者の月給2ドルを、農園内の売店でしか商品と交換できない私製通貨「カウアイ通貨」（対アメリカドルの為替で2％前後）で支払った。労働者には家具調度付きの社宅をあてがう代わり、家賃を1日1セント払わせた。この条件に対しハワイ人労働者は賃上げを求めて1841年に暴動を起こすが、ストライキは失敗に終わる。コロアの沿革とその労働条件を見直すにつけ、農園主が島外から労働力を輸入する動機、さらにハワイ諸島にグローバリゼーションの大波が押し寄せるきっかけが見えてくる。
コロアの農園では労働者との契約体系において、農産物を利子として現物支給すると約束しながら、転職を阻止するため自己都合の退職に罰金を科した。この手法は後に「5大企業」と呼ばれることになるハワイ準州の他の農園経営者にも採用される。

## 終焉
他のハワイ諸島を植民地化するのに失敗するとラッド社は1844年に閉鎖した。コロアの農園は、ハワイ政府に取り戻され、1874年まで経営したフーパーの義兄ロバート・ウッド博士に売られた。1853年にスチームエンジンがハワイで初めて製粉所を動かすのに使われた。サミュエル・バーバンクは生産を増大できる深いすきを開発した。
コロア農事会社は1899年に家族の土地とエレエレの農園に加えたダンカン・マクブライド家に買収された。代理店はセオ・H・デイヴィーズ社であった。1910年にアレクサンダー&ボールドウィンが代理店になり、結局他のグループ企業を買収することになる。古い製粉所は、1912年に東にモロカイ島に計画されたアメリカン製糖社から獲得した更に広い土地に置き換えられた。フランク・A・アレクサンダーが1912年から1937年まで同社を経営した。セドリック・B・ボールドウィンが1938年から硫黄島で死ぬ第二次世界大戦まで同社を経営した。マクブライドが1948年にグローヴ農場社と経営統合した。農園は1996年に閉鎖された。2000年にグローヴ農場は祖父のA・ヘバード・ケースが農園で働いていたスティーヴ・ケースに売却された。2500万アメリカ合衆国ドルを支払い6000万アメリカ合衆国ドルの負債を想定したが、父親が同社の弁護士であったことから他の株主から賠償訴訟を起こされた。訴訟は法廷まで行ったが、2008年に退けられた。

## 写真集

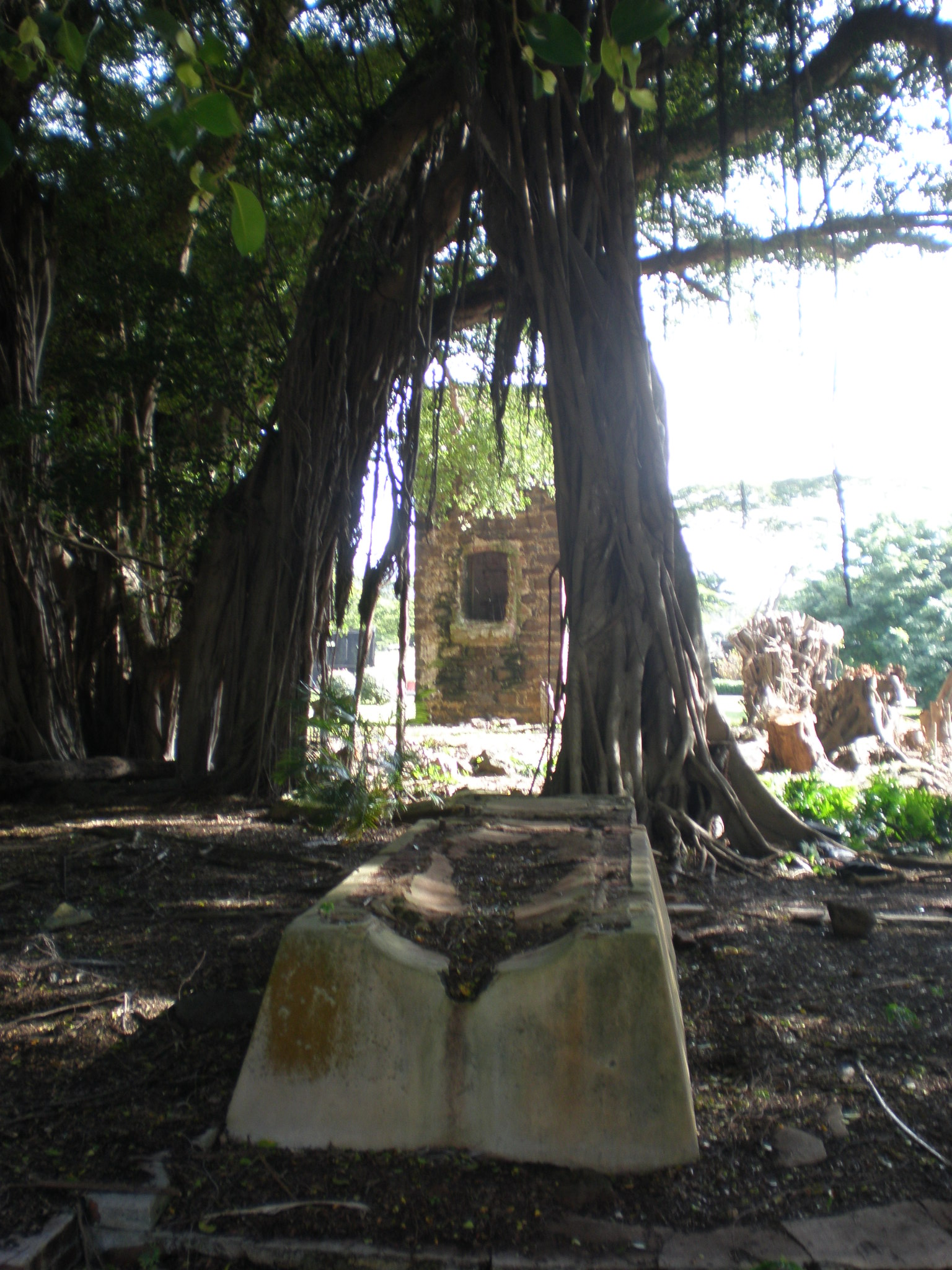
旧製粉所雨どいと煙突、草木の繁茂
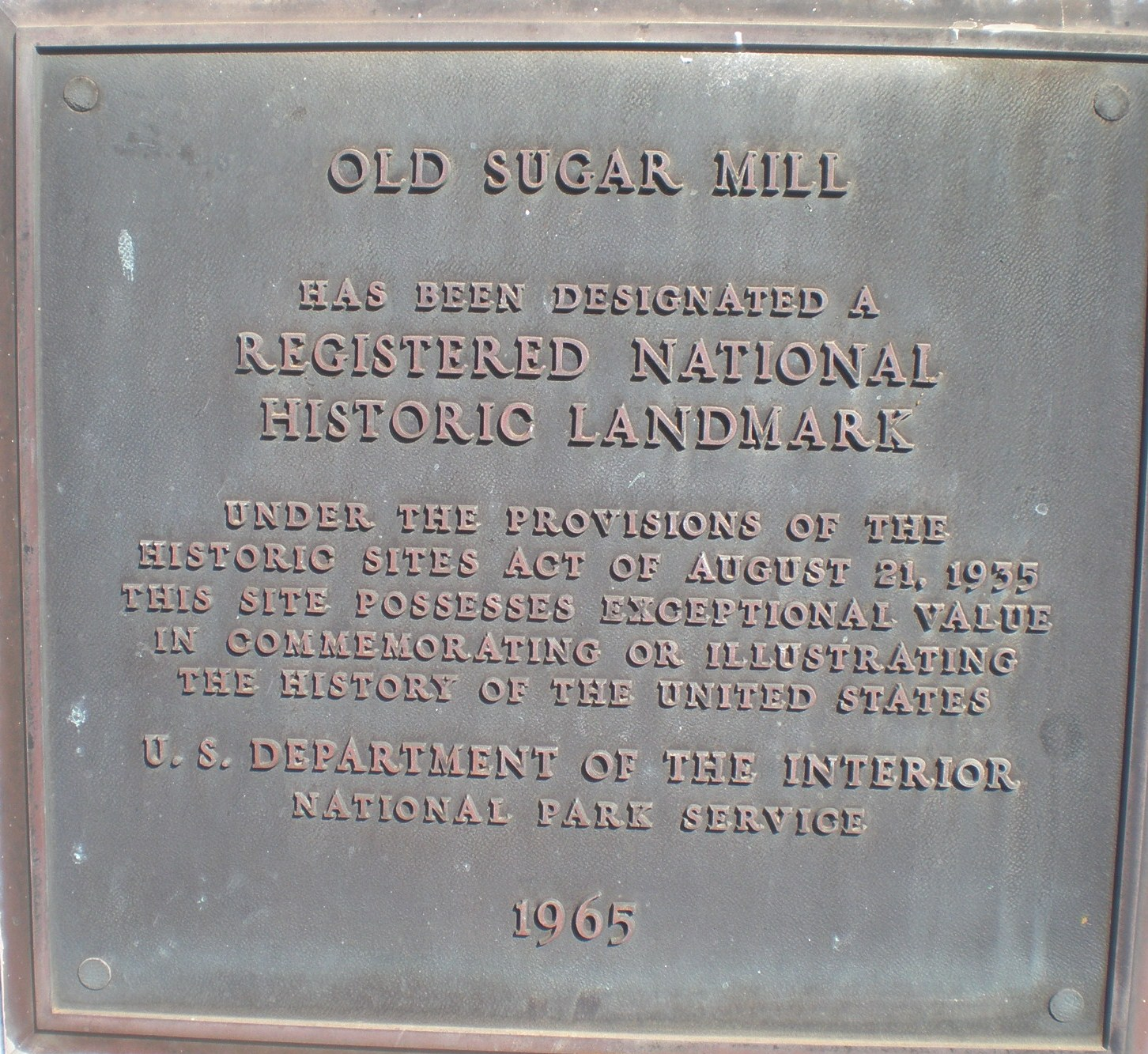
国定歴史建造物記念額（1965年）
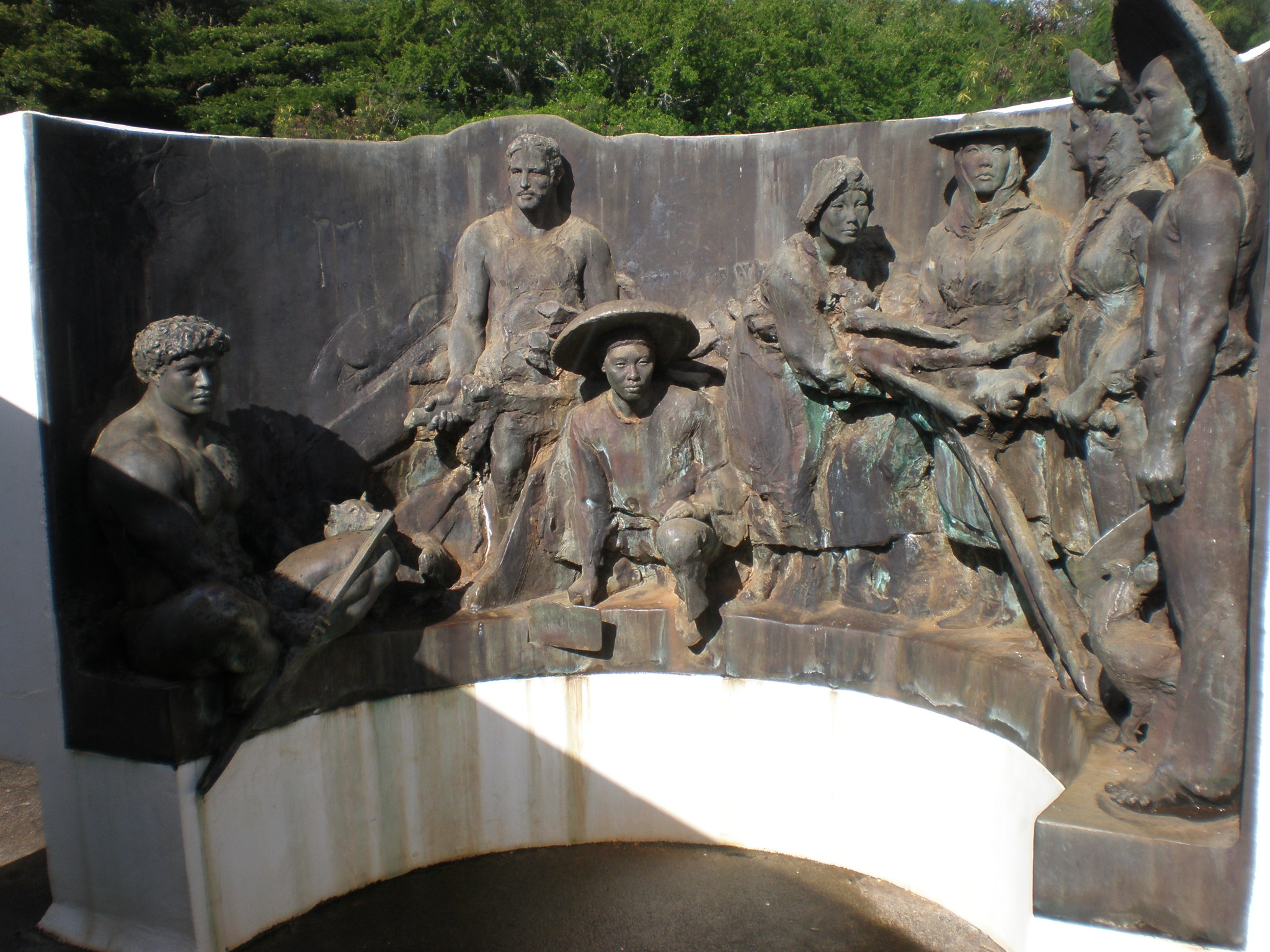
ジャン・ゴードン・フィッシャーによる銅製彫刻
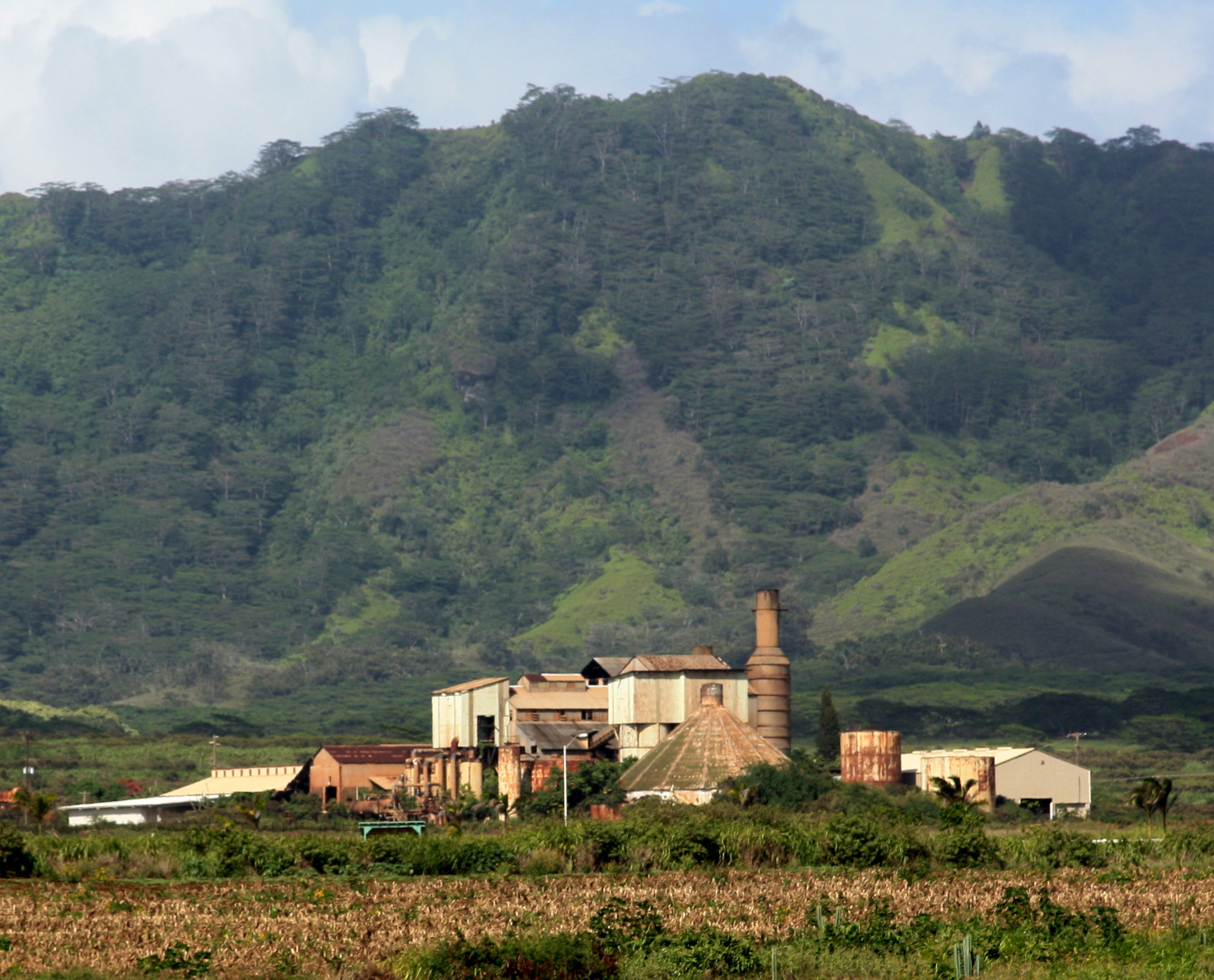
後に建設されたコロアの製糖工場、現在放棄されている

## 参照
1. ↑  National Park Service (15 April 2008). "National Register Information System". National Register of Historic Places. National Park Service. {{cite web}}: Cite webテンプレートでは|access-date=引数が必須です。 (説明)
2. 1 2  "Old Sugar Mill of Koloa". National Historic Landmark summary listing (英語). National Park Service. 2011年5月11日時点のオリジナルよりアーカイブ。2008年7月4日閲覧。
3. ↑  "NHL Summary" (PDF). 2003年8月25日時点のオリジナル (PDF)よりアーカイブ。 {{cite web}}: Cite webテンプレートでは|access-date=引数が必須です。 (説明)
4. 1 2 3 4  Benjamin Levy (1978年8月). “Old Sugar Mill of Koloa nomination form”. National Register of Historic Places.   U.S. National Park Service. 2010年3月8日閲覧。
5. 1 2  Robert L. Cushing (1985). Beginnings of Sugar Production in Hawai'i. 19. pp. 17–34. hdl:10524/508.
6. ↑  Merze Tate (1962). “Sandwich Island Missionaries: The First American Point Four Agents”. Annual report of the Hawaiian Historical Society (Hawaiian Historical Society). hdl:10524/84.
7. 1 2 3 4 5 6 7 8  Alexander, Arthur (1937) Koloa Plantation 1835 - 1935. Honolulu, Hawaii
8. ↑  Paul T. Burlin (2008). “Peter Allen Brinsmade and the Tragic Pursuit of a Pious Capitalism”. Imperial Maine and Hawai'i: Interpretative Essays in the History of Nineteenth Century American Expansion. Rowman & Littlefield. pp. 21–56. ISBN 978-0-7391-2718-6
9. ↑  “McBryde Sugar Co. (Kauai)”. Hawaii Sugar Planters' Association Archives.   University of Hawaii at Manoa. 2010年3月7日閲覧。
10. ↑  Andrew Gomes (2009年11月15日). “HC&S, last of sugar cane plantations, on track toward more financial losses”. Honolulu Advertiser 2010年3月7日閲覧。
11. ↑  Stewart Yerton (2006年4月23日). “Grove Farm - a house divided: Litigation that divides family stems from sale clouded in suspicions”. Honolulu Star-Bulletin 2010年6月25日閲覧。
12. ↑  Stewart Yerton (2008年9月18日). “Case found innocent in Grove Farm suit”. Honolulu Star-Bulletin 2010年6月25日閲覧。